# Vallebona
Vallebona (en ligur Valebòna) és un comune italià, situat a la regió de la Ligúria i a la província d'Imperia. El 2015 tenia 1.310 habitants.

## Geografia
Té una superfície de 5,88 km² i limita amb Bordighera, Ospedaletti, Perinaldo, San Biagio della Cima, Seborga, Soldano i Vallecrosia.

## Evolució demogràfica
| Gràfica d'evolució de Vallebona entre 1861 i 2011 |
|                                                   |
| Font: ISTAT                                       |